# Diorhabda tarsalis
Diorhabda tarsalis es una especie de insecto coleóptero de la familia Chrysomelidae. Fue descrita por Weise en 1889. Se encuentra en China. Tiene tres generaciones por año.